# 横井村 (岐阜県)
横井村（よこいむら）は、かつて岐阜県安八郡に存在した村である。
現在の安八郡神戸町横井に該当する。

## 歴史
- 1889年（明治22年）7月1日 - 町村制により横井村が発足。
- 1897年（明治30年）4月1日 - 田村、安次村、丈六道村、白鳥村と合併し、北平野村が発足。同日横井村は廃止。